# Міжнародний турнір з тріатлону 2019 (Дніпро)
2019 Dnipro ETU Sprint Triathlon European Cup — міжнародний турнір з тріатлону, що відбувся в Дніпрі 8 червня 2019 року. Переможцями стали Ліза Терч (Німеччина) і Каллум Макклускі (Австралія).

## Учасники
| Країна          | Жінки | Чоловіки | Всього |
| --------------- | ----- | -------- | ------ |
| Австралія       | 0     | 1        | 1      |
| Австрія         | 1     | 5        | 6      |
| Азербайджан     | 1     | 1        | 2      |
| Бельгія         | 0     | 1        | 1      |
| Білорусь        | 3     | 3        | 6      |
| Велика Британія | 0     | 1        | 1      |
| Естонія         | 0     | 1        | 1      |
| Ірландія        | 0     | 1        | 1      |
| Італія          | 1     | 3        | 4      |
| Нідерланди      | 1     | 0        | 1      |
| Німеччина       | 5     | 4        | 9      |
| Польща          | 2     | 3        | 5      |
| Португалія      | 0     | 1        | 1      |
| Росія           | 2     | 6        | 8      |
| Словаччина      | 1     | 0        | 1      |
| Словенія        | 0     | 2        | 2      |
| США             | 0     | 1        | 1      |
| Туреччина       | 1     | 2        | 3      |
| Угорщина        | 5     | 1        | 6      |
| Україна         | 5     | 11       | 16     |
| Франція         | 2     | 6        | 8      |
| Швейцарія       | 1     | 7        | 8      |
| Всього          | 31    | 61       | 92     |

## Жінки
На старт вийшли 31 спортсменка, а подолали всю дистанцію — 29. Найкращий результат серед українок показала Софія Прийма — 14 місце (01:00:31).
| Місце | Тріатлоністка           | Країна      | Результат |
| ----- | ----------------------- | ----------- | --------- |
| 1     | Ліза Терч               | Німеччина   | 00:58:02  |
| 2     | Марлена Гомес-Іслінджер | Німеччина   | 00:58:26  |
| 3     | Леа Конінкс             | Франція     | 00:58:37  |
| 4     | Анніка Кох              | Німеччина   | 00:58:47  |
| 5     | Ксенія Левковська       | Азербайджан | 00:58:53  |
| 6     | Сара Вілич              | Австрія     | 00:59:00  |
| 7     | Аліса Коніг             | Швейцарія   | 00:59:04  |
| 8     | Квінті Схоенс           | Нідерланди  | 00:59:35  |
| 9     | Алевтіна Стеценко       | Росія       | 00:59:51  |
| 10    | Марта Лаговник          | Польща      | 00:59:54  |

Найкращі результати на кожному етапі:
| Етап     | Тріатлоністка               | Результат | Дистанція |
| -------- | --------------------------- | --------- | --------- |
| Плавання | Юлія Брюкіна                | 00:10:22  | 750 м     |
| Велоетап | Алевтіна Стеценко Фанні Шеш | 00:28:48  | 19,8 км   |
| Біг      | Ліза Теч                    | 00:17:09  | 5 км      |

## Чоловіки
На старт вийшов 61 спортсмен, а подолали всю дистанцію — 59. Окрім Єгора Мартиненка, до тридцятки потрапили Сергій Курочкін (22 місце, 00:53:21) та Іван Іванов (24 місце, 00:53:26).
| Місце | Тріатлоніст            | Країна      | Результат |
| ----- | ---------------------- | ----------- | --------- |
| 1     | Каллум Макклускі       | Австралія   | 00:52:14  |
| 2     | Ростислав Пєвцов       | Азербайджан | 00:52:17  |
| 3     | Флорін Сальвісберг     | Швейцарія   | 00:52:23  |
| 4     | Максим Флурі           | Швейцарія   | 00:52:25  |
| 5     | Іштван Кірай           | Угорщина    | 00:52:30  |
| 6     | Артур Берлан           | Франція     | 00:52:33  |
| 7     | Володимир Турбаєвський | Росія       | 00:52:36  |
| 8     | Луї Вітелло            | Франція     | 00:52:36  |
| 9     | Сілвен Фріделанс       | Швейцарія   | 00:52:44  |
| 10    | Єгор Мартиненко        | Україна     | 00:52:46  |

Найкращі результати на кожному етапі:
| Етап     | Тріатлоніст      | Результат | Дистанція |
| -------- | ---------------- | --------- | --------- |
| Плавання | Чак Макквін      | 00:09:32  | 750 м     |
| Велоетап | Іштван Кірай     | 00:25:40  | 19,8 км   |
| Біг      | Каллум Макклускі | 00:15:06  | 5 км      |